# Estátua de Dom Pedro I
A estátua de Dom Pedro I é uma escultura produzida por Rodolfo Bernardelli e localizada no Museu Paulista. Ocupa o nicho central da escadaria do edifício-monumento, rodeada de outras obras de destaque, como as ânforas de cristal, os retratos dos artífices da Independência e os brasões das primeiras cidades paulistas. A obra, que integra o Programa Decorativo de Affonso Taunay para o centenário da Independência do Brasil, foi encomendada em 1890 e aprovada pelo próprio Taunay, mas apenas inaugurada em 7 de setembro de 1923. Como a peça faltava para o centenário, em 1922, o nicho que deveria ocupar foi temporariamente preenchido por um busto de D. Pedro I, de Marc Ferrez.